# Mulören
Mulören är en udde i Finland. Den ligger i Korsnäs och landskapet Österbotten, i den sydvästra delen av landet, 400 km nordväst om huvudstaden Helsingfors.
Terrängen inåt land är mycket platt. Havet är nära Mulören västerut. Runt Mulören är det glesbefolkat, med 10 invånare per kvadratkilometer. Närmaste större samhälle är Korsnäs, 3,8 km söder om Mulören. I omgivningarna runt Mulören växer i huvudsak blandskog.